# Filippo Zana
Filippo Zana (Thiene, 18 marzo 1999) è un ciclista su strada italiano che corre per il Team Jayco AlUla. Professionista dal 2020, ha caratteristiche di scalatore, si è laureato campione italiano su strada nel 2022 e nel 2023 ha vinto una tappa al Giro d’Italia.

## Carriera
Originario di Piovene Rocchette, nelle categorie giovanili veste prima la divisa della S.C. Piovene di Piovene Rocchette (Esordienti), poi quelle del G.C.D. Cage Maglierie Capes di Pressana e del G.C.D. Autozai Contri di Illasi (Allievi, Juniores). Già in evidenza tra gli Allievi, tra gli Juniores si afferma cogliendo ben sedici successi: otto nel 2016, tra cui il Giro del Friuli a tappe, e altrettanti nel 2017. Nel 2018 passa alla categoria Under-23 con la Trevigiani, ma non ottiene vittorie; al secondo anno, in maglia Sangemini Trevigiani, fa suo il Gran Premio Capodarco ed è terzo nella prova in linea tricolore Under-23 a Corsanico.
A inizio 2020 debutta da professionista con la Bardiani-CSF-Faizanè di Roberto Reverberi; in stagione corre il Giro di Lombardia e il Giro d'Italia, che conclude al 100º posto. Nel marzo 2021 mette a referto il primo successo da pro nella seconda tappa dell'Istrian Spring Trophy. Nel giugno subito seguente, dopo aver corso il suo secondo Giro d'Italia, è convocato in Nazionale per la Corsa della Pace Under-23, gara di Coppa delle Nazioni, che si aggiudica facendo sua anche una tappa. In agosto conquista quindi il Giro della Repubblica Ceca a tappe e conclude al terzo posto, nuovamente in maglia azzurra, il prestigioso Tour de l'Avenir.
A inizio giugno del 2022, grazie a due secondi posti di tappa, vince la classifica generale della Adriatica Ionica Race, nonché la classifica riservata ai giovani;, il successo più prestigioso arriva il 26 giugno, quando in Puglia vince la maglia tricolore nella gara in linea dei campionati italiani, battendo sull'arrivo di Alberobello Lorenzo Rota in una volata ristretta al termine di una lunga fuga in cui si erano avvantaggiati assieme ad altri due corridori.
Il 25 maggio 2023 vince, in una volata a due con Thibaut Pinot dopo una lunga fuga, la 18ª tappa del Giro d'Italia 2023 con arrivo in Val di Zoldo.

## Palmarès
- 2017 (Juniores)

G.P. Sportivi Sovilla-La Piccola Sanremo
- 2019 (Sangemini Trevigiani MG.K Vis)[3]

Gran Premio Capodarco
- 2021 (Bardiani-CSF-Faizanè, quattro vittorie)

2ª tappa Istrian Spring Trophy (Visinada > Montona)
2ª tappa Course de la Paix Grand Prix Jeseníky (Bruntál > Dlouhé Stráně)
Classifica generale Course de la Paix Grand Prix Jeseníky
Classifica generale Giro della Repubblica Ceca
- 2022 (Bardiani-CSF-Faizanè, due vittorie)

Classifica generale Adriatica Ionica Race
Campionati italiani, prova in linea
- 2023 (Team Jayco AlUla, due vittorie)

18ª tappa Giro d'Italia (Oderzo > Val di Zoldo)
Classifica generale Giro di Slovenia

### Altri successi
- 2021 (Bardiani-CSF-Faizanè)

Classifica a punti Giro della Repubblica Ceca
Classifica giovani Giro della Repubblica Ceca
- 2022 (Bardiani-CSF-Faizanè)

Classifica giovani Adriatica Ionica Race
Classifica giovani Tour du Limousin
Classifica generale Ciclismo Cup
Classifica giovani Ciclismo Cup

## Piazzamenti

### Grandi Giri
- Giro d'Italia

2020: 100º
2021: 73º
2022: 47º
2023: 18°
2024: 11°
2025: 58º
- Vuelta a España

2023: ritirato (5ª tappa)

### Classiche monumento
- Milano-Sanremo

2021: 73º
2022: 98º
2025: 49º
- Liegi-Bastogne-Liegi

2024: 39º
2025: 51º
- Giro di Lombardia

2020: fuori tempo massimo
2022: 74º
2023: 79º

### Competizioni mondiali
- Campionati del mondo

Doha 2016 - In linea Junior: 82º
Bergen 2017 - In linea Junior: 7º
Fiandre 2021 - In linea Under-23: 17º

### Competizioni continentali
- Campionati europei

Plumelec 2016 - In linea Junior: 6º
Trento 2021 - In linea Under-23: 6º

## Riconoscimenti
- Giglio d'oro nel 2022[8]